# توني راموس (مصارع رياضي)
توني راموس (بالإنجليزية: Tony Ramos)‏ هو مصارع رياضي أمريكي، ولد في 12 فبراير 1991 في شيكاغو في الولايات المتحدة.

## روابط خارجية
- توني راموس على موقع قاعدة بيانات المصارعة الدولية (الإنجليزية)